# کارول کوچرا
کارول کوچرا (انگلیسی: Karol Kučera؛ زاده ۴ مارس ۱۹۷۴) تنیس‌باز سابق و مربی اهل اسلواکی است.